# Artemisia (film)
Artemisia je filmové biografické drama režisérky Agnès Merlet z roku 1997. Snímek líčí epizodu z života barokní malířky Artemisie Gentileschi a byl natočen ve francouzsko-německo-italské koprodukci.

## Děj
Řím. Začátek 17. století. Umělecky nadaná Artemisia (Valentina Cervi), dcera známého malíře Orazia Gentileschiho (Michel Serrault), pracuje v ateliéru svého otce. To, o co velmi stojí, jí však zůstává zapovězeno: portrétování nahého mužského těla bylo ženám papežským dekretem zakázáno. Artemisia nakonec přesvědčí místního chlapce, aby jí za pár polibků stál modelem.
Kvůli svému pohlaví není přijata do akademie, využije ale příležitosti, když do Říma přijede malíř Agostino (Miki Manojlovic) a stane se jeho žačkou. Postupně se mezi nimi rozvine vášnivý vztah. Artemisia také přijde o panenství.
Když se o tom dozví Orazio, požaduje nejprve, aby si ji Agostino vzal. Ten se zdráhá. Orazio ho tak obžaluje ze znásilnění. U soudu vyjde najevo, že Artemisia není panna a že Orazio je již ženatý. Když je Artemisia podrobena útrpnému výslechu, Agostino prohlásí, že ji znásilnil, a je odsouzen k dvouletému žaláři. Artemisia se s ním již nikdy nesetká. Také její vztah k otci velmi ochladne.

## Hrají
- Valentina Cervi - Artemisia Gentileschi
- Michel Serrault - Orazio Gentileschi
- Miki Manojlovic - Agostino Tassi
- Luca Zingaretti - Cosimo Quorli
- Emmanuelle Devosová - Costanza
- Frédéric Pierrot - Roberto
- Maurice Garrel - soudce
- Brigitte Catillon - Tuzia
- Yann Trégouët - Fulvio
- Jacques Nolot - právník
- Silvia De Santis - Marisa
- Renato Carpentieri - Nicolo
- Dominique Reymond - sestra Tassiho
- Liliane Rovère - žena bohatého obchodníka
- Alain Ollivier - vévoda
- Patrick Lancelot - ředitel akademie
- Rinaldo Rocco - student akademie
- Enrico Salimbeni - student akademie
- Catherine Zago - abatyše
- Lorenzo Lavia - Oraziův asistent
- Sami Bouajila - Tassiho asistent
- Edoardo Ruiz - Tassiho asistent
- Aaron De Luca - Tassiho asistent
- Guido Roncalli - vévodův sluha
- Pierre Bechir - syn bohatého obchodníka
- Massimo Pitarello - mučitel
- Anna Lelio
- Claudia Giannotti
- Veronica Barelli
- Paolo De Vita
- Gianmaria Donadio
- Sebastian Negrin
- Lucia Prato
- Duilio Raggetti

## Ocenění
- Na festivalu Avignon/New York Film Festival získal snímek cenu hlavní cenu Le Roger.
- Na festivalu Chicago International Film Festival byl oceněn jako nejlepší film cenou Gold Hugo.
- Snímek byl nominován na nejdůležitější francouzské ocenění - Césara - ve dvou kategoriích: za kameru a za kostýmy.
- Film byl nominován na Zlatý globus za nejlepší neanglicky mluvený film.

## Zajímavosti
- Snímek nakládá s historickými fakty velmi volně, všeobecně se má za to, že Artemisia byla skutečně znásilněna.
- Film obsahuje řadu kontroverzních erotických scén. Proto byl zparodován pornografickým filmem Artemesia z roku 2000.